# اندريه تثربين
اندريه تثربين (بالإنجليزية: André Turpin)‏ (و. 1966 – م) هو مصور سينمائي، وكاتب سيناريو من كندا. ولد في كيبك. 

## وصلات خارجية
- اندريه تثربين على موقع IMDb (الإنجليزية)
- اندريه تثربين على موقع قاعدة بيانات الأفلام العربية
- اندريه تثربين على موقع ألو سيني (الفرنسية)
- اندريه تثربين على موقع أول موفي (الإنجليزية)
- اندريه تثربين على موقع قاعدة بيانات الأفلام السويدية (السويدية)
- اندريه تثربين على موقع قاعدة بيانات الفيلم (الإنجليزية)
- اندريه تثربين على موقع كينوبويسك (الروسية)